# Gerlev Kirke (Slagelse Kommune)
 For alternative betydninger, se Gerlev Kirke. (Se også artikler, som begynder med Gerlev Kirke)
Gerlev Kirke ligger i landsbyen Gerlev, ca. 5 km S for Slagelse (Region Sjælland). Indtil Kommunalreformen i 2007 lå den i Hashøj Kommune (Vestsjællands Amt), og indtil Kommunalreformen i 1970 lå den i Slagelse Herred (Sorø Amt).
Romansk skib og kor af rå og kløvet kamp lagt i regelmæssige skifter og med tilhugne hjørner. Kirken har haft en hellig Sankt Peders kilde, som blev tilstoppet efter Reformationen. Kirken var oprindelig et kapel under Slots Bjergby, Absalon skænkede tiende til Sorø Kloster. Koret har oprindelig haft tre vinduer, nord og øst er bevaret. Nordsidens romanske vestvindue er stadig i brug. Norddøren blev genåbnet i 1942. Den noget omdannede syddør sidder stadig i oprindeligt leje. Det nordre og det søndre våbenhus samt sakristi og tårn er sengotiske. Tårnfaget åbner sig mod skibet gennem en spids tårnbue. Kirken blev restaureret ved Mogens Koch i 1942. Kirkens kalkmalerier blev afdækket i 1912 af Eigil Rothe og genrestaureret af Egmont Lind i 1943.
Kirken har oprindeligt haft fladt træloft og fik i begyndelsen af 1400-tallet krydshvælv. Altertavlen er skåret af Lorentz Jørgensen i 1667. Den romanske granitfont har rundstavsprydelser og afløb i bunden. Prædikestolen er fra 1535. 

## Kirkens kalkmalerier
I skibets 1.fag ses på nord og sydvæggen romanske kalkmalerier, som er delvist dækket af sekundære hvælv. På nordvæggen ses en Dommedagsmajestas, Kristus har et sværd i munden. På sydvæggen ses rester af frise i to bånd. Øverst ses et træ og det nederste af to kjortelklædte figurer som går mod vest. Nedenunder denne scene ses en piskningsscene. En konge og en dronning troner til venstre, en marterpæl står i midten og yderst til højre anes en person med en lilje (eller måske en svøbe?). Det kan næppe være Passionen men måske nærmere Katarinas legende eller en anden martyrlegende. Disse kalkmalerier blev afdækket i år 2000.
Kor og skibets to fag er bemalet med gotiske kalkmalerier (1400-10) af Morten Maler (også kaldet Martin Maler), der muligvis har været cistercienser eller lægbroder. I koret ses en Dommedagsscene i østkappen, i nordkappen de salige foran Himmelborgen, i vetskappen står de døde op af gravene og i sydkappen vejes sjælene af Mikael Sjælevejer. I skibets første hvælv ses Nadveren med kunstnerens signatur på latin (Martin Maler udførte dette godt) i æstkappe. I sydkappen ses Gethsemane og Tilfangetagelsen. I vestkappen ses Kristus for Pilatus og Piskningen. I nordkappen ses Tornekroning og Korsbæring. I sviklerner ses engle med lidelsesredskaber, ved englen med nagler står "Maria pro nobis (:Maria bed for os) 
I skibets 2.fag ses Korsfæstelsen i østkappen. I sydkappen ses Opstandelsen og Nedfarten til dødsriget. I vestkappen ses Himmelfarten, her er samlet en stor skare med repræsentanter fra alle samfundslag, midt i billedet står "Maria help". I nordkappen ses Gravlæggelsen og Korsnedtagelsen.

## Kirkegården
Gerlev Kirkes kirkegård er placeret rundt om kirken. Ved indgangen til kirken mod syd har De Danske Skytte-, Gymnastik- og Idrætsforeninger rejst en mindesten til ære for politiker og minister Niels Ejlert Arnth-Jensen, der er født i Gerlev. Niels Ejlert Arnth-Jensen var formand for De Danske Skytte-, Gymnastik- og Idrætsforeninger i knapt 30 år.

## Eksterne kilder og henvisninger
- Wikimedia Commons har flere filer relateret til Gerlev Kirke (Slagelse Kommune)
- Gerlev Kirke Arkiveret 31. januar 2011 hos  Wayback Machine på nordenskirker.dk
- Gerlev Kirke på KortTilKirken.dk